# Faraxen (chef berbère)
Faraxen est un chef maure qui entra en rébellion contre Rome au milieu du IIIe siècle, dans la région d’Auzia, en Maurétanie césarienne et dans les confins de la Numidie.
Faraxen se souleva contre les Romains en 260 sous Gallien. Q. Gargilius Martialis, commandant de la cavalerie auxiliaire maure en garnison à Auzia, avait réussi à prendre et à tuer, Faraxen, avant de lui-même périr avant mars 260 sous les coups des Bavares.
Deux textes épigraphiques importants mentionnent, le premier, le famosossimus dux qui commandait les Gentiles Fraxinenses qui avaient dévasté la Numidie, sans doute en même temps que les Quinquegentanei eux aussi qualifiés de Gentiles ; le second texte cite le rebelle Faraxen qui fut capturé et exécuté par Q. Gargialus Martialis, chevalier romain, decurion des colonies d’Auzia et de Rusguniae, patron de la province de Maurétanie Césarienne, commandant d’une cohorte de Singulares et d’une vexillatio de cavaliers Maures. Ce personnage important fut tué lors d’une embuscade tendue par les Bavares en 260 ou peu auparavant puisque son éloge date du 26 mars 260, mais il n’est pas sûr que les faits rapportés soient parfaitement contemporains de l’inscription.
Depuis la démonstration de M. Christol, il est admis que les deux inscriptions, celle de Lambèse émanant de l’état-major du Légat de Numidie, C. Macrinius Decianus et celle d’Auzia qui est une dédicace municipale, font mémoire des mêmes événements qui dateraient des années 253-256. La plupart des auteurs estiment que le famosossimus dux des Fraxinenses n’est autre que le Faraxen mis à mort par Q. Gargilius Martialis. En faveur de cette hypothèse, les arguments ne manquent pas : citons en premier lieu la parenté, pour ne pas dire l’identité, des noms Faraxen/Fraxinenses. Dans la dédicace très officielle de Lambèse, on remarquera le flou dans lequel se trouvent confondues les personnalités des rebelles, aucun nom n’est donné : les Bavares ont pénétré en Numidie sous la conduite de quatre rois dont on tait les noms, de même que celui du dux des Fraxinenses (et sans doute des Quinquegentanei, unis dans une coalition éphémère avec les Fraxinenses). On peut aussi penser que le nom de Faraxen était assez connu (famosissimus) pour que la citation de ses contribules, les Fraxinenses, suffise à le désigner.
3Une question secondaire subsiste quant à l’origine du nom : Faraxen tire-t-il son nom (qui serait un surnom) de l’ethnique F(a)raxinenses ou bien Fraxinenses serait le nom donné aux partisans (satellites) de Faraxen qui le suivaient dans sa rébellion ? Nous penchons en faveur de la première hypothèse en raison de la qualification identique de Gentiles donnée aussi bien aux Fraxinenses qu’aux Quinquegentanei dont l’organisation tribale ne fait aucun doute et révèle même une segmentarité quinaire qui s’est maintenue dans plusieurs confédérations ou super-tribus berbères.